# General Electric GEnx
El General Electric GEnx (General Electric Next-generation) es un motor turbofán de alta derivación fabricado por la compañía estadounidense General Electric como un desarrollo del GE90. Este motor se emplea como planta motriz de los Boeing 787 y 747-8. Está previsto que GEnx reemplace al CF6 en el catálogo de productos de GE.

## Aplicaciones
- Boeing 747-8[2]
- Boeing 787 Dreamliner[3]

### Motores similares
- Rolls-Royce Trent 1000

### Listas relacionadas
- Anexo:Motores aeronáuticos